# Carl Clauberg
Carl Clauberg (ur. 28 września 1898 w Wupperhof, zm. 9 sierpnia 1957 w Kilonii) – niemiecki ginekolog. Od 1942 roku przeprowadzał zbrodnicze doświadczenia na więźniarkach obozów koncentracyjnych.

## Życiorys
Urodził się jako najstarszy syn nożownika. Podczas pierwszej wojny światowej był żołnierzem piechoty. W latach 1925–1932 roku pracował jako lekarz-stażysta w uniwersyteckiej klinice w Kilonii. W 1937 roku został profesorem nadzwyczajnym uniwersyteckiej kliniki w Królewcu. W 1940 objął kierownictwo oddziału ginekologicznego szpitala górniczego w Chorzowie. W 1939 roku został profesorem nadetatowym. Natomiast w 1943 roku założył w mieście instytut badawczy biologii rozrodu. Z ramienia ośrodka koordynował swoje eksperymenty na więźniach obozów koncentracyjnych. W latach 1928–1930 udało mu się rozróżnić funkcje estrogenu i gestagenu. W 1930 roku opracował procedurę badania działania Progestageny. Jego wiedza i działalność były przedmiotem zainteresowania nazistów. W 1932 roku zamieszkał w Królewcu. W następnym roku habilitował się. W 1940 roku pomógł Heinrichowi Himmlerowi założyć instytut badawczy biologii rozrodu, którym kierował. Instytut ten służył nie tylko badaniom i leczeniu bezpłodności, ale także opracowywaniu niechirurgicznych metod sterylizacji. W 1942 objął kierownictwo domu położniczego w Bielschowitz, aw 1944 ufundował pod Krakowem łaźnię solankowo-błotną jako dom położniczy i rekonwalescencji. Od 1 kwietnia 1933 roku był członkiem partii nazistowskiej. Dodatkowo w tym samym roku zapisał się do oddziałów szturmowych. Od habilitacji zajmował się doświadczeniami z kobietami, które nie mogą urodzić z powodu zatkania jajowodów. Od 1933 w Klinice Ginekologicznej w Królewcu przeprowadzał doświadczenia sterydy płciowe oraz syntetycznie wytwarzany progesteron. Celem była większa dokładność ich wytwarzania i ocena ich wpływu na wywoływanie bezpłodności.
Kiedy w ramach ostatecznego rozwiązania ustalono politykę zapobiegania rozmnażaniu się podludzi, osobiście zwrócił się do Heinricha Himmlera z sugestią przeprowadzenia eksperymentów mających na celu znalezienie praktycznej metody masowej sterylizacji. Lekarz podjął się tego zadania na bezpośrednie polecenie Himmlera po konsultacji z nim dnia 7 czerwca 1942 roku. Został przydzielony do przeprowadzenia programu sterylizacji w obozie kobiecym w Ravensbrück. W grudniu 1942 roku lekarz przybył do Oświęcimia. Od kwietnia 1943 roku pracował w Bloku 10 obozu. W ramach eksperymentów dziesięciu greckim Żydówkom wycięto jajniki. Jego eksperymenty zasadniczo polegały na wstrzykiwaniu roztworu formaliny do macicy więźniarek. Pacjentki doznawały silnego bólu, zapalenia jajników, skurczów żołądka i krwawienia. Lekarz płacił administracji obozu za kobiety potrzebne do badań. Ginekolog torturował zarówno mężczyzn i kobiety. Wielokrotnie wystawiał ich na działanie aparatów rentgenowskich. Większość osób poddanych promieniowaniu stanowili mężczyźni. Kiedy oparzenia radiacyjne sprawiły, że nie nadawali się już do dalszych eksperymentów, wysyłano ich do komór gazowych. Zorganizował też program usuwania męskich jąder, rzekomo w celu poddania ich badaniu patologicznemu. W 1944 roku opuścił obóz w Oświęcimiu. Wówczas powrócił do prywatnej kliniki w Chorzowie. W późniejszym okresie kontynuował badania w obozie kobiecym w Ravensbruck.
Aresztowany 8 czerwca 1945 roku w Szlezwiku-Holsztynie w brytyjskiej strefie okupacyjnej. Dnia 19 lipca 1948 roku został skazany na 25 lat pozbawienia wolności za zbrodnie na obywatelach radzieckich W październiku 1955 roku został repatriowany do Niemiec Zachodnich. Jednak 21 listopada 1955 roku został aresztowany. W dniu 14 grudnia 1956 roku Prokuratura Naczelna w Kilonii postawiła mu zarzut przeprowadzania sterylizacji w Oświęcimiu i Ravensbrück. Dnia 8 marca 1957 roku Minister Spraw Wewnętrznych Szlezwiku-Holsztynu wydał tymczasowy zakaz wykonywania zawodu na podstawie rekomendacji stowarzyszenia lekarskiego. Na kilka tygodni przed rozpoczęciem procesu przed sądem okręgowym w Kilonii ginekolog zmarł na udar w areszcie.